# Oberbommert
Oberbommert ist eine Hofschaft in Halver im Märkischen Kreis im Regierungsbezirk Arnsberg in Nordrhein-Westfalen (Deutschland).

## Lage und Beschreibung
Oberbommert liegt auf einer Höhe von 377 Meter über Normalnull im südlichen Halver nahe der Stadtgrenze zu Kierspe. Südlich des Ortes liegt die Kerspetalsperre. Im von Agrarflächen umgebenden Oberbommert entspringt der Erlenbach, ein Zufluss der Talsperre.  Nachbarorte sind Schulten Hedfeld, Bommert, Giersiepen, die Schanzmannsmühle und Schlachtenrade. Der Ort ist über Nebenstraßen erreichbar, die von der Kreisstraße K3 und der Landesstraße L284 abzweigen. 

## Geschichte
Oberbommert wurde erstmals 1480 urkundlich erwähnt, die Entstehungszeit der heutigen Siedlung wird in der ersten Hälfte des 15. Jahrhunderts in der Folge der späten mittelalterlichen Ausbauperiode vermutet. Oberbommert ist ein Abspliss der Hofschaft Niederbommert.
Um 1500 ist durch Urkunden belegt, dass der Hof Oberbommert zur Hälfte dem bergischen Amt Beyenburg abgabenpflichtig war. Die Gerichtsbarkeit des Hofs unterstand einem extra für die bergischen Höfe im ansonsten märkisch beherrschten Kirchspiel Halver bestellten bergischem Richter, was häufig zu Streit mit dem für das Kirchspiel eigentlich zuständigen märkischen Gografen führte.
1818 lebten sechs Einwohner im Ort. 1838 gehörte Oberbommert als Obern-Bommert der Bommerter Bauerschaft innerhalb der Bürgermeisterei Halver an. Der laut der Ortschafts- und Entfernungs-Tabelle des Regierungs-Bezirks Arnsberg als Hof kategorisierte Ort besaß zu dieser Zeit drei Wohnhäuser und zwei landwirtschaftliche Gebäude. Zu dieser Zeit lebten 13 Einwohner im Ort, allesamt evangelischen Glaubens.
Das Gemeindelexikon für die Provinz Westfalen von 1887 gibt eine Zahl von 27 Einwohnern an, die in fünf Wohnhäusern lebten.